# Psychidae

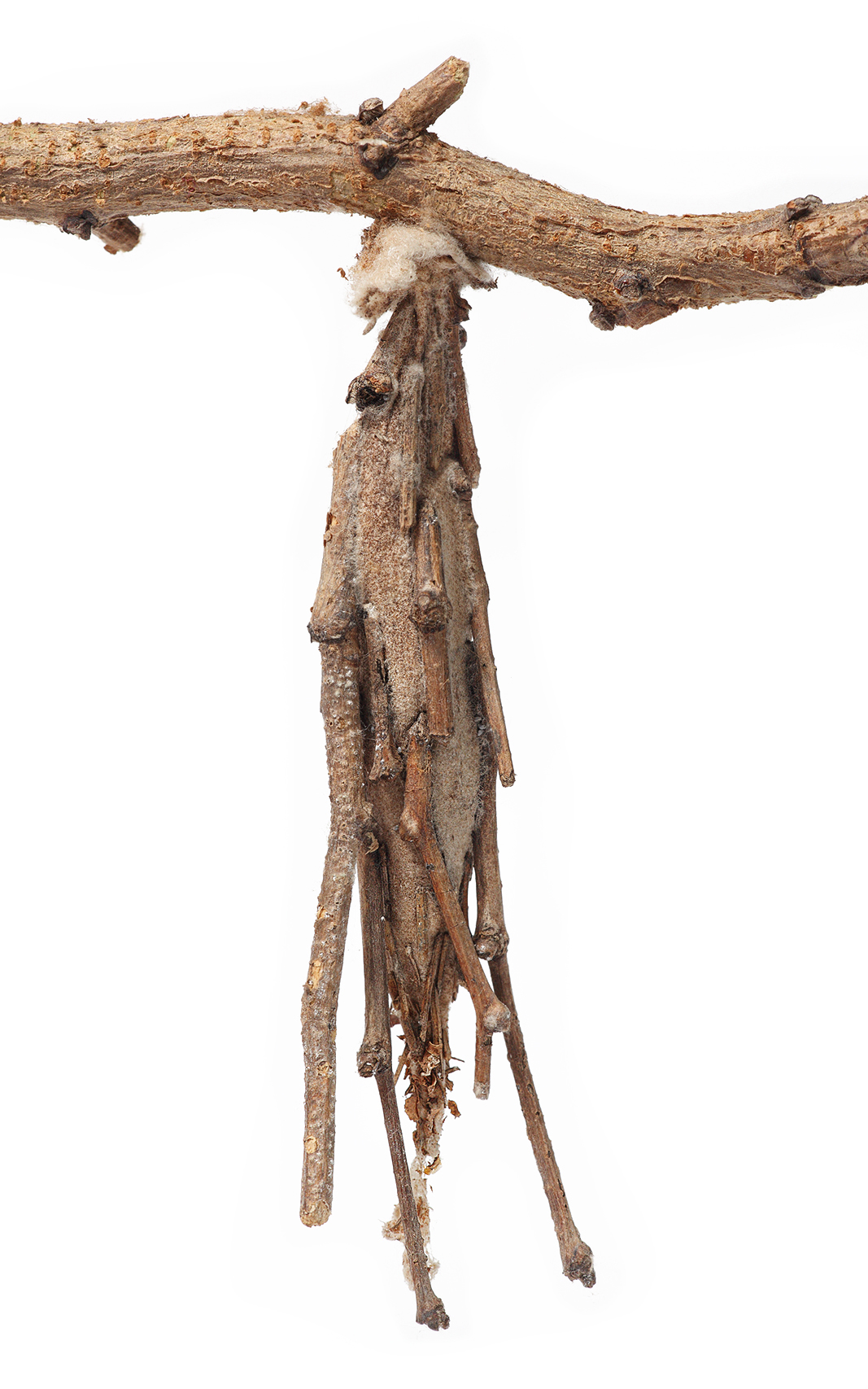
Saquito de Metura elongatus que puede crecer hasta alcanzar más de 120mm de largo.

Los psíquidos (Psychidae), conocidos popularmente como orugas de saquito, bichos canasto o bichos de cesto, son una familia de lepidópteros ditrisios de la superfamília Tineoidea. La familia de las orugas de saquito es relativamente pequeña, con unas 1350 especies descritas. Las especies de orugas de saquito se encuentran por todo el mundo, algunas de ellas tales como la oruga de saquito caracol (Apterona helicoidella), se han asentado en tiempos modernos en continentes de donde no eran nativas.
La mayoría de las orugas de saquito son inofensivas para los seres humanos y para nada conspicuas; algunas pueden devenir en ocasionales plagas molestas. Sin embargo, unas pocas especies pueden ser plagas importantes, y han causado daños de consideración en acacias (Acacia mearnsii) en Sudáfrica y cultivos de naranjas (Citrus × sinensis) en Florida. Si se la detecta en forma temprana, el recoger sus capullos de los árboles cuando todavía se encuentran en la etapa de pupa es una forma efectiva de controlar una infección; de lo contrario es preciso utilizar insecticidas. Una especie de oruga de saquito la fangalabola (Deborrea malgassa) de Madagascar, en ciertas regiones es alentada a que se reproduzca sobre acacias, ya que sus pupas son recolectadas como un alimento rico en proteínas.

## Descripción

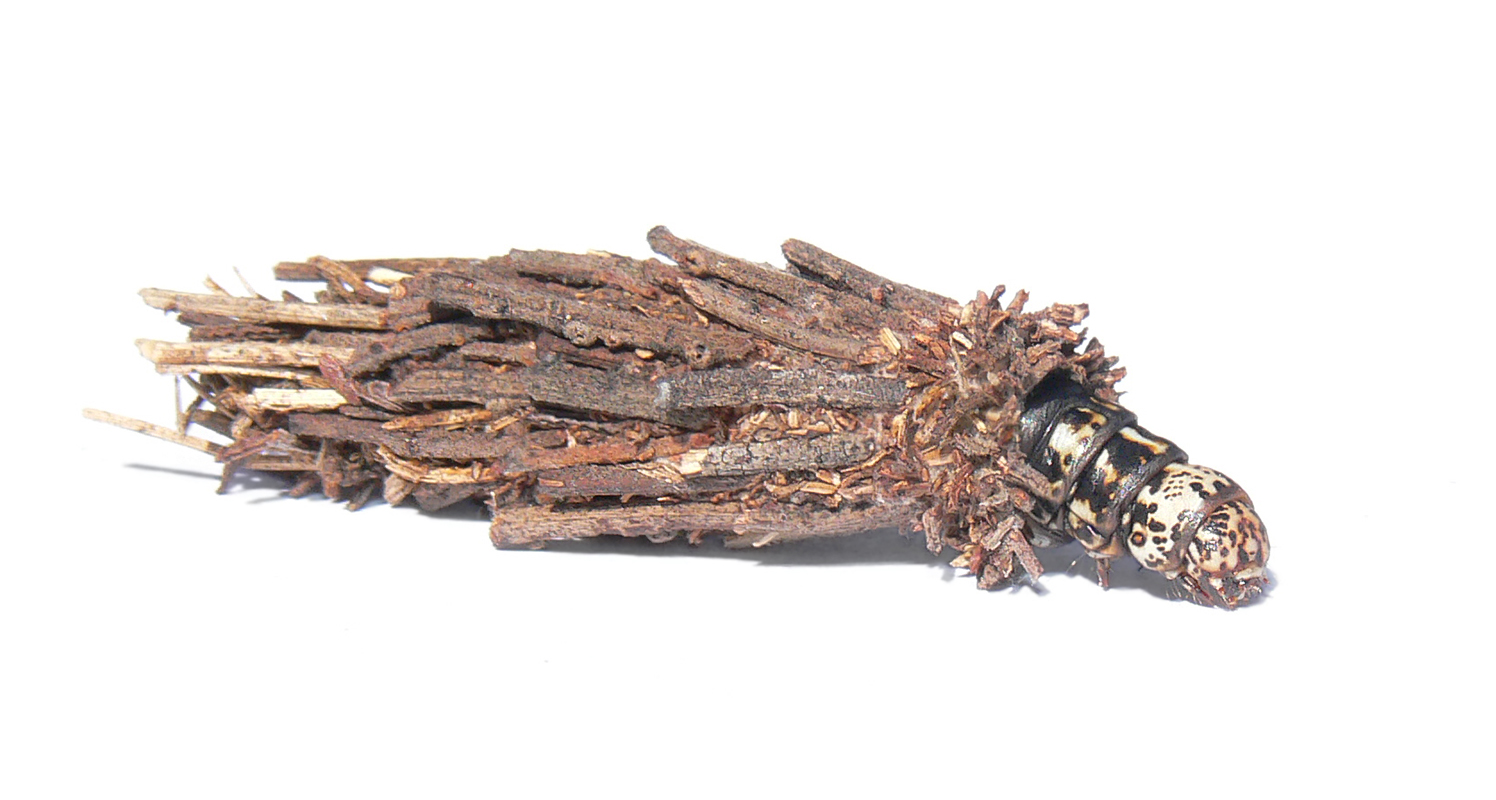
Oruga de saquito (posiblemente Hyalarcta huebneri) extendiendo sus miembros delanteros desde su saco para desplazarse.

La larva de la oruga de Psychidae construye su capullo con seda y materiales de su entorno tales como arena, tierra, liquen, o materiales vegetales. Estos capullos son adheridos a rocas, árboles o cercas mientras descansan o durante su etapa de pupa, pero sino son móviles. Las larvas de algunas especies se alimentan de liquen, mientras que otras prefieren hojas verdes. En muchas especies, las hembras adultas no poseen alas y por lo tanto es difícil identificarlas con precisión. Los sacos de desplazamiento de otras familias son por lo general mucho más pequeños, blandos, y consisten principalmente de seda, mientras que los sacos de las orugas de saquito se asemejan a bolsas de frigáneas en su aspecto exterior; una masa principalmente de residuos de plantas pegados con seda en su interior.
El tamaño de los sacos de las orugas de saquito varía desde menos de 1 cm hasta 15 cm de largo en el caso de algunas especies tropicales.  Cada especie construye su saco que es característico de la especie, lo que muchas veces ayuda a identificar la especie. Los sacos de las especies más primitivas son planos. Las especies más especializadas presentan una mayor variedad de tamaño, forma, y composición, de sacos por lo general afinándose en los dos extremos. Raras veces poseen marcas en el cuerpo. Las hembras adultas de numerosas especies de orugas saquito solo poseen alas, patas y partes bucales vestigiales. Algunas especies presentan partenogénesis. Los machos adultos de la mayoría de las especies son voladores poderosos contando con alas bien desarrolladas y antenas plumosas pero solo sobreviven lo suficiente para reproducirse a causa de que sus partes bucales subdesarrolladas no les permiten alimentarse. Sus alas tienen pocas de las escamas características de la mayoría de las polillas, en lugar de ello tienen un fino recubrimiento de pelillos.

## Ecología
En la etapa larvaria, las orugas extienden su cabeza y tórax desde su saco móvil para devorar las hojas de las plantas hospedadoras, lo que a menudo conduce a la muerte de su hospedador. Los árboles infestados de gusanos de bolsa exhiben un follaje cada vez más dañado a medida que aumenta la infestación hasta que  quedan desnudos de hojas. Algunos gusanos de bolsa están especializados en sus plantas hospedadoras (monofagos), mientras que otros se pueden alimentar de diversas especies de plantas (polifagia). Unas pocas especies también consumen pequeños artrópodos (como la escama del alcanfor Pseudaonidia duplex, un insecto escama).
Dado que las bolsas de los gusanos de bolsa están compuestas de seda y los materiales de su hábitat, están camufladas en forma natural para protegerse de los depredadores, los cuales incluyen aves y otros insectos. Las aves a menudo comen los cuerpos de las hembras de orugas de saquito luego de que estas han muerto y que contienen huevos. Dado que los huevos son de cáscara muy dura, pueden pasar ilesos a través del aparato digestivo del ave, lo que promueve la propagación de la especie en áreas amplias.
Un gusano de bolsa comienza a construir su saco tan pronto como nace. Una vez que se construye el estuche, solo los machos adultos lo abandonan, para nunca regresar, cuando emprenden el vuelo para encontrar una pareja. Los gusanos de bolsa agregan material al frente de la caja a medida que crecen, excretando materiales de desecho a través de la abertura en la parte posterior de la bolsa. Cuando está saciada de hojas, una oruga de gusano de bolsa asegura su bolsa y pasa al estadio de pupa. La hembra adulta emerge del estuche el tiempo suficiente para reproducirse o permanece en el estuche mientras el macho extiende su abdomen dentro del estuche de la hembra para reproducirse. Las hembras ponen sus huevos en su estuche y mueren. La hembra de Thyridopteryx ephemeraeformis fallece sin depositar sus huevos, y su descendencia de orugas de saquito en etapa larval emergen del cuerpo de su madre. Algunas especies de gusanos de bolsa son partenogenéticos, lo que significa que sus huevos se desarrollan sin fertilización masculina. Cada generación de oruga de saquito vive justo lo suficiente para que los adultos se fertilicen y reproduzcan en su ciclo anual.

## Sistemática
Se han identificado once subfamilias y unos 240 géneros de orugas de saquito.
Las subfamilias de Psychidae con algunos géneros y especies notables son:

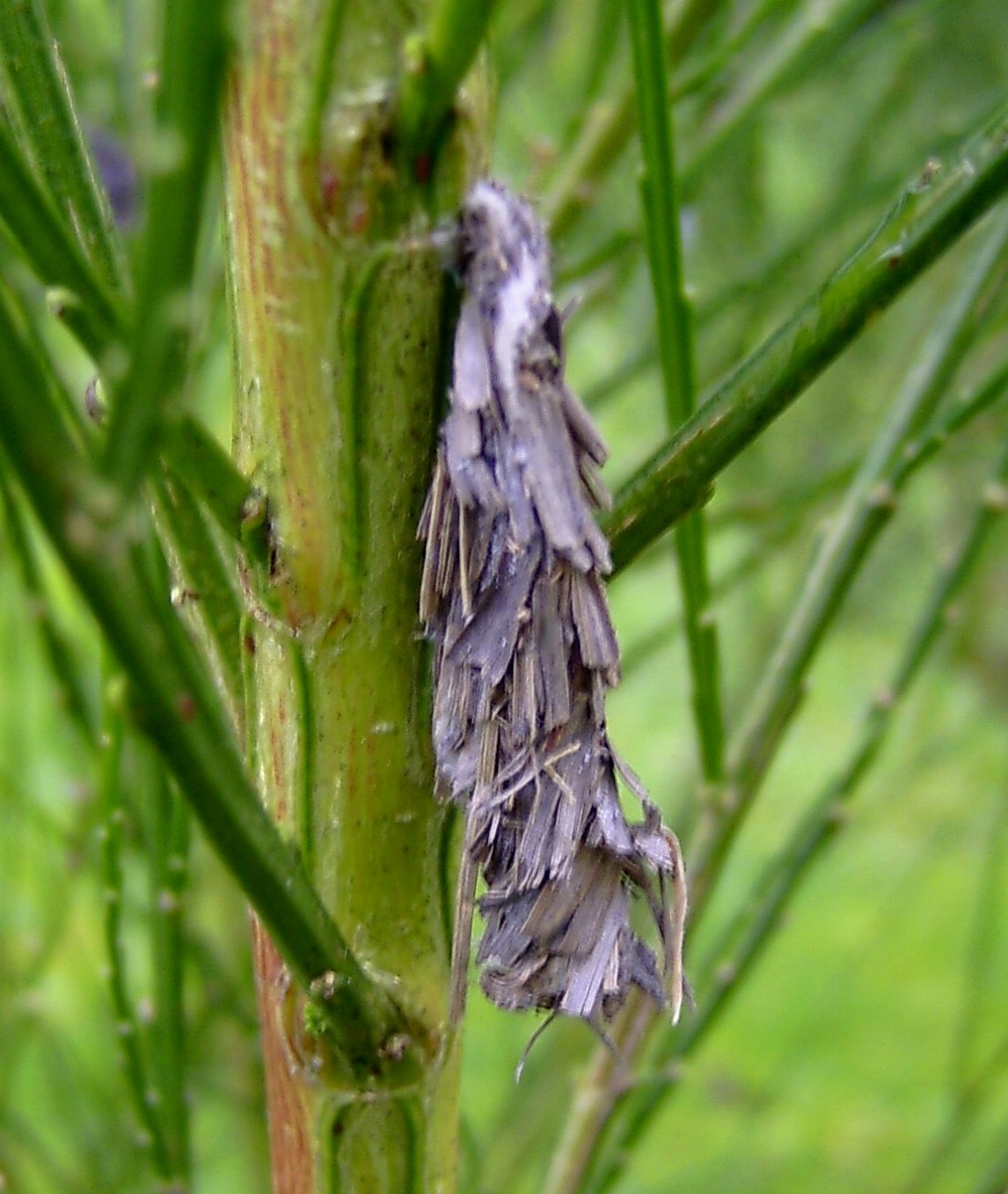
Canasto de Pachythelia villosella (Oiketicinae)

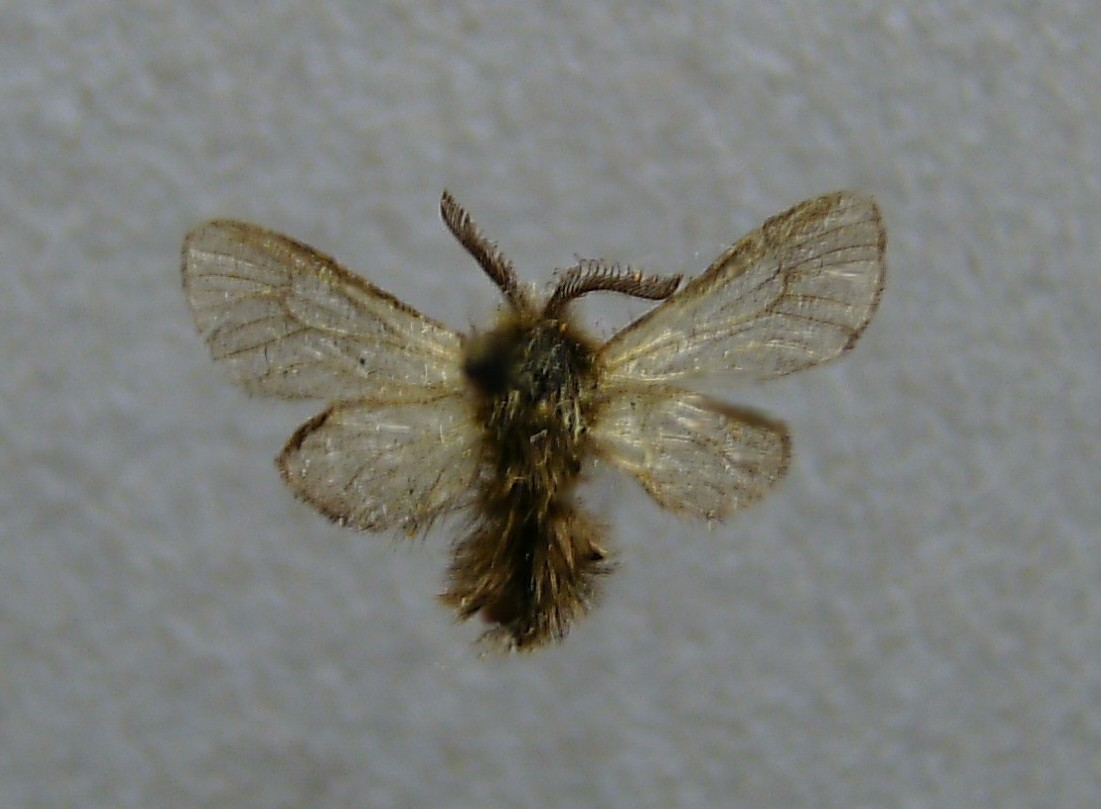
Espécimen adulto de Phalacropterix graslinella (Oiketicinae)

| Subfamilia Epichnopteriginae - Acentra - Bijugis - Epichnopterix - Epichnopterix plumella - Heliopsychidea - Mauropterix - Montanima - Psychidea - Psychocentra - Rebelia - Reisseronia - Stichobasis - Stichobasis postmeridianus - Whittleia Subfamilia Naryciinae - Dahlica Enderlein, 1912 - Dahlica triquetrella - Diplodoma - Eosolenobia Filipjev, 1924 - Narycia - Postsolenobia Meier, 1958 - Siederia Subfamilia Oiketicinae - Apterona - Apterona helicoidella - Canephora - Canephora hirsuta - Cryptothelea (= Platoeceticus) - Cryptothelea gloverii - Astala - Kotochalia - Kotochalia junodi - Hyalarcta - Deborrea - Deborrea malgassa - Fangalabola - Eumeta - Eumeta crameri - Megalophanes - Megalophanes viciella - Oiketicus - Oiketicus kirbyi Guilding, 1827 - Zamopsyche - Eucoloneura Davis, 2002 - Pachythelia - Phalacropterix - Ptilocephala - Ptilocephala plumifera - Sterrhopterix - Sterrhopterix fusca - Thyridopteryx Subfamilia Placodominae - Placodoma Subfamilia Psychinae - Luffia - Luffia ferchaultella - Luffia lapidella - Psyche - Psyche casta - Psyche crassiorella - Prochalia Subfamilia Taleporiinae - Bankesia Tutt, 1899 - Brevantennia Sieder, 1953 - Cebysa - Cebysa leucotelus - Eotaleporia Sauter, 1986 - Praesolenobia Sieder, 1954 - Pseudobankesia Meier, 1963 - Sciopetris Meyrick, 1891 - Taleporia Subfamilia Typhoniinae - Typhonia Incertae sedis - Eumasia - Eumasia parietariella (Heydenreich, 1851) - Iphierga - Iphierga chrysophaes Turner, 1917 Subfamilia Arrhenophaninae - Arrhenophanes - Arrhenophanes perspicilla Stoll, 1790 - Arrhenophanes volcanica Walsingham, 1913 - Cnissostages Zeller, 1863 - Cnissostages oleagina Zeller, 1863 - Cnissostages mastictor Bradley 1951 - Cnissostages osae Davis, 2003 - Dysoptus Walsingham, 1914 - Dysoptus acuminatus Davis, 2003 - Dysoptus anachroreta Bradley, 1851 - Dysoptus argus Davis, 2003 - Dysoptus asymmetrus Davis, 2003 - Dysoptus avittus Davis, 2003 - Dysoptus bilobus Davis, 2003 - Dysoptus chiquitus Busck, 1914 - Dysoptus denticulatus Davis, 2003 - Dysoptus fasciatus Davis, 2003 - Dysoptus pentalobus Davis, 2003 - Dysoptus probata Walsingham, 1914 - Dysoptus prolatus Davis, 2003 - Dysoptus pseudurgus Davis, 2003 - Dysoptus sparsimaculatus Davis, 2003 - Dysoptus spilactis Davis, 2003 - Dysoptus tantalota Meyrick, 1919 - Notiophanes Davis & Edwards 2003 - Notiophanes fuscata Davis & Edwards 2003 Subfamilia Scoriodytinae - Scoriodyta Meyrick, 1888 - Scoriodyta conisalia Meyrick, 1888 Subfamilia Metisinae - Metisa Hampson, 1895 - Metisa canifrons Hampson, 1895 Subfamilia Pseudarbelinae - Pseudarbela Sauber, 1902 - Pseudarbela celaena (Bethune-Baker, 1904) - Pseudarbela aurea (Bethune-Baker, 1904) - Pseudarbela papuana Clench, 1959 - Pseudarbela semperi Sauber, 1902 - Casana Walker, 1865 - Casana trochiloides Walker, 1865 - Linggana Roepke, 1957 - Linggana cardinaali Roepke, 1957 |